# Монахиня (фильм, 1966)
«Монахиня» (фр. La religieuse) — фильм французского режиссёра Жака Риветта, снятый в 1966 году по произведению Дени Дидро. Точное название фильма — «Сюзанна Симонен, монахиня Дени Дидро» (фр. Suzanne Simonin, la Religieuse de Denis Diderot).

## Сюжет
1757 год. Юную Сюзанну Симонен родители вынуждают постричься в монахини, мотивируя это отсутствием средств для приданого. Девушка отказывается, тогда мать сообщает роковую тайну — её дочь является внебрачным ребёнком, и всё сделано, чтобы её наследство было минимальным. Сюзанна покоряется воле родителей. Впрочем, первоначально жизнь в монастыре не слишком тягостна — мать-настоятельница мадам де Мони проявляет к новой монашке максимум человеческого участия. Ситуация изменяется со смертью старой аббатисы и избранием новой. Сюзанна постепенно становится изгоем в обители, новая настоятельница придумывает различные способы унижения девушки.
Сюзанна пытается обратиться в суд, в итоге церковные власти всё-таки вмешиваются. Хотя девушка проигрывает процесс, но её переводят в другой монастырь — Сент-Ютроп. Жизнь здесь действительно намного вольготнее, вдобавок Сюзанна практически сразу становится объектом заботы, порой весьма навязчивой, со стороны настоятельницы. Вскоре выясняется, что аббатиса хочет от девушки не только сестринской любви… Исповедник отец Лемуан пытается вмешаться в ситуацию, после чего его удаляют. Новый священник, отец Морель рассказывает Сюзанне, что тоже не по своей воле оказался в монастыре, и предлагает ей бежать.
Впрочем, «вольная» жизнь оказывается отнюдь не такой, как мечталось Сюзанне. Практически сразу Морель пытается добиться от девушки сексуальных утех, что заставляет Сюзанну бежать теперь уже от своего освободителя. Ей приходится зарабатывать на жизнь физическим трудом, при этом монастырские привычки часто дают о себе знать, что вызывает смех и раздражение у окружающих. Однажды вечером Сюзанну, побирающуюся на улице, подбирает пожилая дама, в итоге девушка попадает в собрание куртизанок. Однако такая жизнь кажется бывшей монахине совершенно невозможной, и она выбрасывается в окно.

## В ролях
- Анна Карина — Сюзанна Симонен
- Лизелотта Пульвер — мадам де Шель
- Мишлин Прель — мадам де Мони
- Франсин Берже — сестра Сен-Кристин
- Франсиско Рабаль — отец Морель
- Кристиана Ленье — мадам Симонен
- Йори Бертен — сестра Сен-Терез
- Катрин Дайамант — сестра Сент-Урсул
- Жилетт Барбье — сестра Сен-Жан
- Даниэль Пальмеро — сестра Сен-Клеман
- Жан Мартен — господин Эбер
- Марк Эйро — отец Серафин
- Шарль Мийо — господин Симонен
- Пьер Мейран — господин Манури
- Вольфганг Райхман — отец Лемуан

## Награды
- 1966 год — номинация на «Золотую пальмовую ветвь» Каннского кинофестиваля.